# .577 Snider

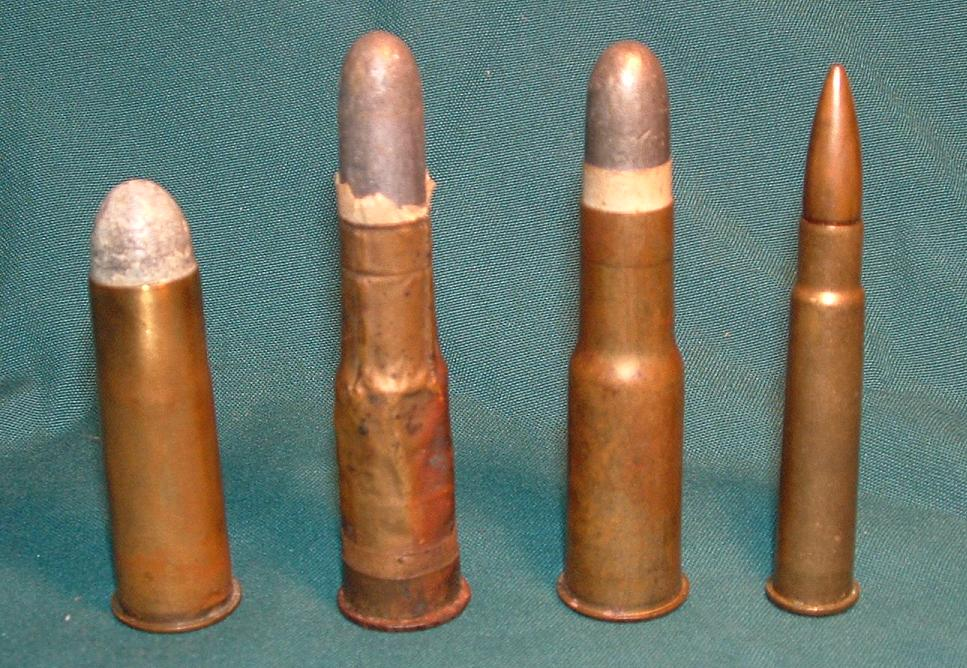
.577 (tiefgezogene Hülse), .577/450 Martini-Henry (gerollte Hülse), .577/450 Martini-Henry (tiefgezogene Hülse), .303 British (v. l. n. r.)

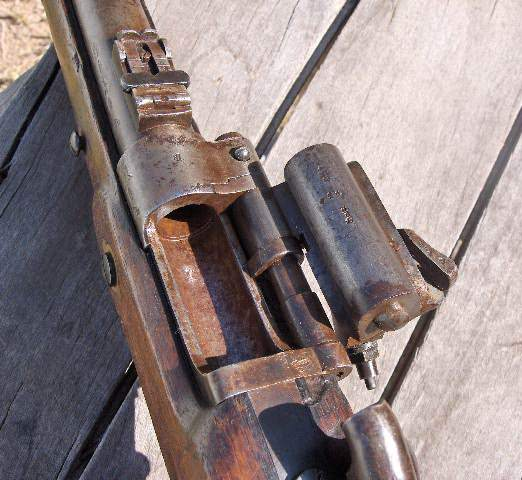
Geöffneter Snider-Enfield-Verschluss

Die Zentralfeuerpatrone .577 Snider (14,7 × 50 mm R) war eine britische Schwarzpulverpatrone. Sie wurde von Edward Mounier Boxer im Woolwich-Arsenal für die konvertierten englischen Enfield-Musketen M1853 entwickelt und daher gelegentlich auch als Boxerpatrone bezeichnet. Durchgesetzt hat sich aber die Bezeichnung nach der Waffe. Die Enfieldgewehre wurden durch Auffräsen der Kammer und Einbau eines Tabatièreverschlusses zu Snider-Enfield Rifles mit Hinterladung umgerüstet. Die ab etwa 1860 entwickelte .577 war eine der ersten Metallpatronen für Gewehre und bis ins 20. Jahrhundert in Gebrauch.

## Bezeichnung
Im deutschen Nationalen Waffenregister (NWR) wird die Patrone unter Katalognummer 237 unter folgenden Bezeichnungen geführt (gebräuchliche Bezeichnungen in Fettdruck)
- .577 Snider (Hauptbezeichnung)
- .577 Mark I
- .577 Mk I
- .577 Sld. Snider
- .577 Solid Snider
- .577 Solid Snider 2″
- 14,7 x 51 R

## Entwicklung
Der Amerikaner Jacob Snider legte im August 1860 dem War Office einen Entwurf zu einem Hinterladegewehr vor. Die ursprüngliche Patrone für das Gewehr wurde nach dem Entwurf der Franzosen Clément Pottet und Eugène Schneider entwickelt. Die Hülse bestand noch aus Karton. Schneider ließ sich sein System bereits 1858 in Frankreich und 1861 in England patentieren. Die Patentrechte von Pottet/Schneider wurden in England von dem Büchsenmacher George H. Daw gekauft. Snider fädelte diesen Verkauf im Jahre 1861 selbst ein. Daw ließ die Patronen fertigen und bot sie erfolgreich auf dem Zivilmarkt an. Daw und Snider arbeiteten zunächst an der Abstimmung des Gewehrs und Munition zusammen, bis ein persönliches Zerwürfnis diese Kooperation beendete. Snider ging darauf auf die Munitionsproduzenten Eley Brothers zu. Durch den möglichen Großauftrag des Militärs war viel Geld im Spiel. Eley kopierte mit kleinen Veränderungen die Daw-Patronen und das Fertigungsverfahren. Daw ging dagegen gerichtlich vor und erwirkte im November 1865 eine Unterlassung. Mitte 1866 entwickelte Boxer die Patrone weiter. Die Hülse bestand nun aus gewickeltem Messingblech, von außen mit Papier beklebt. In der 10 mm hohen Bodenkappe aus Eisenblech befand sich ein Bodenpfropfen aus gepresstem Papier. Diese war schon bei Pottet/Schneider vorhanden. Darüber legte Boxer noch eine zweite, 7 mm hohe Bodenkappe aus Messingblech. An diese schloss eine 1,27 mm dicke Bodenplatte aus lackiertem Eisen an. Die Bodenkappen und die Bodenplatte wurden von einer Hohlniete zusammengehalten; diese Hohlniete diente gleichzeitig als Zündglocke. Außerdem modifizierte Boxer die ursprüngliche Pottet/Schneider-Zündung. Dazu änderte Boxer den Amboss, so dass sich dieser sich auf die Stirnkante des Zündhütchens stützen konnte. Diese Konstruktion wurde als Boxerzündung bekannt. Die Produktion lief noch 1866 im Royal Arsenal und bei Eley an. Auch gegen diese Patronen ging Daw im Dezember 1866 gerichtlich vor. In der Zwischenzeit hatte sich Eley mit den Erben von Eugène Schneider geeinigt. Da das französische Patent damit nicht mehr geschützt war, war es das davon abgeleitete englische Patent auch nicht und Daw’s Klage wurde abgewiesen.
Die Patrone war mit 4,5 g Schwarzpulver geladen und mit einem 31 g schweren Miniégeschoss versehen. Das Geschoss hatte eine Hohlspitze, einen kegelförmigen Expansionsraum und vier Fettrillen. Die hohle Spitze hatte den Zweck, dem Geschoss eine länglichere Form zu geben, ohne dabei das Gewicht zu vergrößern. Der kegelförmige Expansionsraum war mit einem Pfropfen aus Ton verschlossen. Durch das große Kaliber erhielt das Geschoss einen relativ geringen Drall und war somit der Schwachpunkt der Konstruktion. Um dieses Problem abzumildern wurde die Geschossform und das Gewicht mehrfach verändert; leichtere Geschosse erzielten höhere Mündungsgeschwindigkeiten. Auch die Patronenhülse unterlag Veränderungen; sie wurde später aus Messingblech gewalzt und noch später wie moderne Hülsen tiefgezogen.

## Weitere bekannte Patronen im Kaliber .577

Kaliber .577
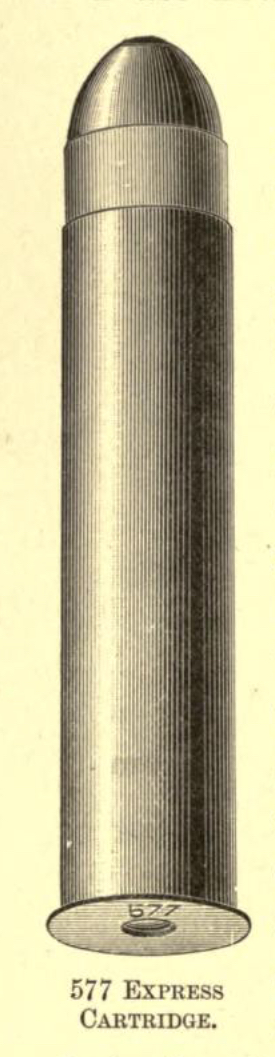
.577 Black Powder Express
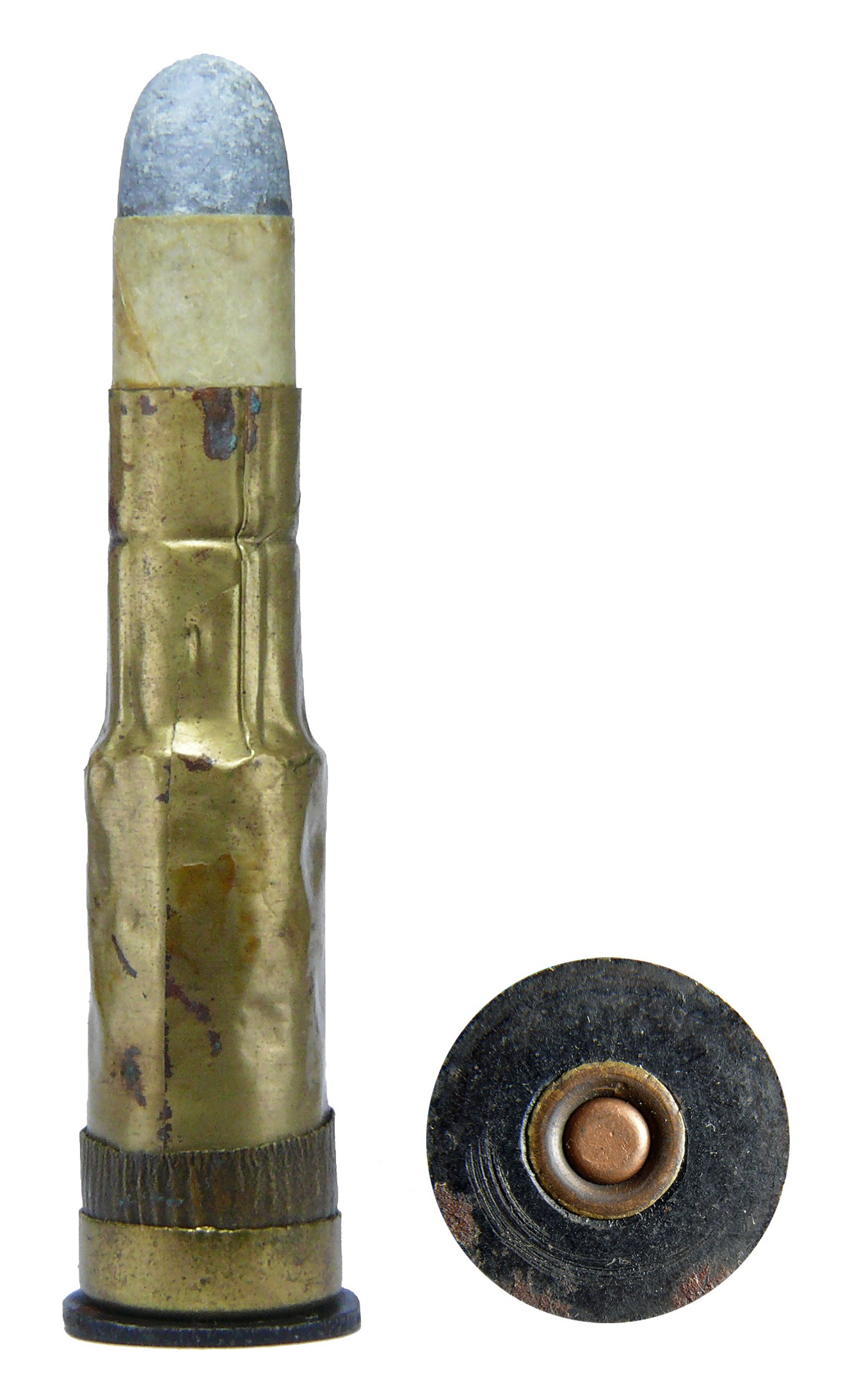
.577/450 Martini-Henry
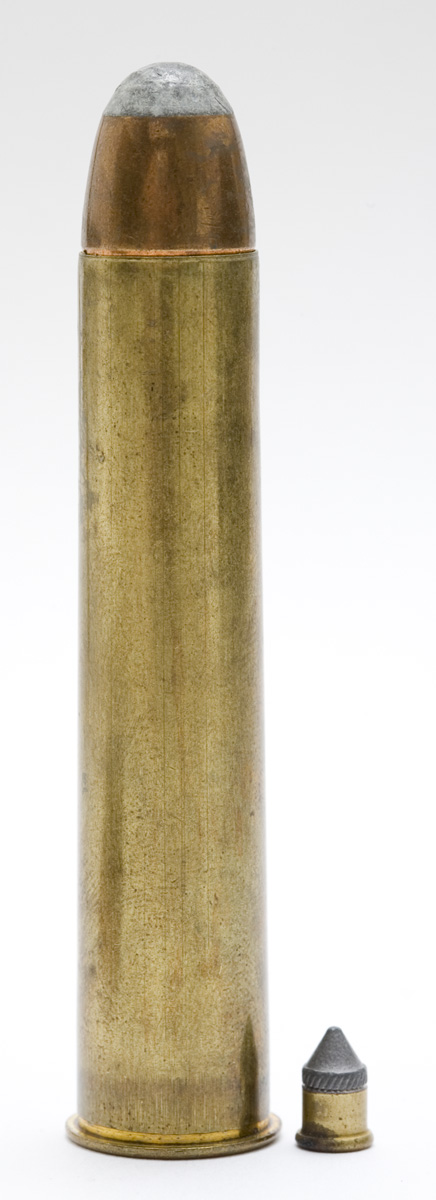
.577 Nitro Express

Im Kaliber .577 wurden im Lauf der Zeit mehrere Patronen bekannt. Nachfolgend eine Übersicht von Bezeichnungen dieser Patronen:
- .577 Snider (metrische Bezeichnung 14,7 × 50 mm R)
- Aus der .577 Snider wurde die Patrone .577/450 Martini–Henry für das Martini-Henry-Gewehr entwickelt. Dazu bekam die Hülse eine Schulter, um ein kleineres Geschoss aufnehmen zu können; die Hülse entsprach dann einer Flaschenhalshülse.[13]
- .577 Black Powder Express
- .577 Martini-Henry
- .577/450 Martini-Henry
- .577 REWA
- .577 Nitro Express
- .577 Tyrannosaur (.577 T-Rex)

## Verwendung
Neben der Hauptverwendung der Patrone in britischen Militärgewehren wurde sie auch in Jagdgewehren und Howdahpistolen bei der Großwildjagd eingesetzt.